# 川野剛稔
川野 剛稔（かわの たけとし、3月19日 - ）は、日本の男性声優。鹿児島県種子島出身。81プロデュース所属。

## 経歴
81演技研究所・東京校卒業。同研究所の卒業公演では主役で、苦労したと雑誌で語っている。

## 人物
声種はテノール。方言は薩摩弁。趣味・特技はダンス、野球、水泳。

## 出演

### テレビアニメ
2005年
- ガラスの仮面（藤美社長）
- かみちゅ!（教師、司会）
- かりん（吸血鬼、男子生徒）
- 強殖装甲ガイバー（伊集院）
- SHUFFLE!（男子生徒）
- ゾイドジェネシス（下士官A、近衛兵）
- D.C.S.S. 〜ダ・カーポ セカンドシーズン〜（クラスメイト、部員、男子生徒）
- わがまま☆フェアリー ミルモでポン! ちゃあみんぐ（婚約者、体育委員）

2006年
- きらりん☆レボリューション（2006年 - 2007年、体操のお兄さん、北山、犬島、もち肌メンバー、スタイリスト 他）
- 銀魂（若じじい、隊士、髑髏、黒服、記者 他）
- 彩雲国物語（町民）
- 地獄少女 二籠（茂木達也）
- ぜんまいざむらい（人形師、町人）
- 妖逆門（カラス天狗）
- 武装錬金（医者）
- ぷるるんっ!しずくちゃん（2006年 - 2007年、クマ、オーシャン君） - 2シリーズ
- 魔界戦記ディスガイア（プリニー、兵士、番人）
- 味楽る!ミミカ（山田カズオ）
- MAJOR シリーズ（2006年 - 2007年、大場、桜庭、吉村、松岡 他） - 2シリーズ
- 錬金3級 まじかる?ぽか〜ん（男性）

2007年
- Venus Versus Virus（学生）
- ウエルベールの物語 〜Sisters of Wellber〜（2007年 - 2008年、アルフレッド） - 2シリーズ
- エル・カザド（チンピラA）
- 風の少女エミリー（窓口の人）
- 風のスティグマ（男子生徒）
- ケロロ軍曹（2007年 - 2008年、通行人、オタク）
- セイント・ビースト 〜光陰叙事詩天使譚〜（上位天使）
- 地球へ…（科学者）
- D.Gray-man（アクマB）
- ながされて藍蘭島（犬の長、いた一、食肉植物 他）
- ムシウタ（ホームアナウンス）
- もやしもん（上級生A）

2008年
- ウルトラヴァイオレット コード044（通信兵）
- CHAOS;HEAD（男A）
- 今日からマ王!（兵士、アナウンサー）
- 黒執事（ジョーンズ）
- 絶対可憐チルドレン（2008年 - 2009年、不良、部下）
- ゼロの使い魔〜三美姫の輪舞〜（ギムリ、男子生徒A）
- true tears（麦端バスケ部7番、有沢、男子生徒B、男子生徒A）
- ネットゴーストPIPOPA（カプルン）
- ヒャッコ（文芸部員）
- PERSONA -trinity soul-
- xxxHOLiC◆継（レポーター）
- ロザリオとバンパイア 傑作選（むーちゃん、長老、チョンブー）
- 薬師寺涼子の怪奇事件簿（武装男E、警備員C、NPP兵A）

2009年
- アラド戦記〜スラップアップパーティー〜（アリン）
- クレヨンしんちゃん（店員）
- 獣の奏者 エリン（トムラ）
- 極上!!めちゃモテ委員長（2009年 - 2010年、篠宮、長門） - 2シリーズ
- スキップ・ビート!（ハリー）
- 花咲ける青少年（イオエ）
- 東のエデン（作業員A）

2010年
- 犬夜叉 完結編（村人）
- GIANT KILLING（世良恭平）
- 薄桜鬼（浪人、薩摩藩士、薩摩兵） - 2シリーズ
- まじっく快斗（警官）

2011年
- BLEACH（ミシェル）

2012年
- CØDE:BREAKER（上杉）
- ハイパーヨーヨーキングダム（ナレーター）

2014年
- カードファイト!! ヴァンガードG（実況、テレビキャスター〈男性〉、司会者、作業員）

2017年
- THE REFLECTION（男性セレブ）

2025年
- るろうに剣心 -明治剣客浪漫譚- 京都動乱（周三、志々雄の部下）
- 追放者食堂へようこそ!（ペランド）

### 劇場アニメ
- ジュノー（2010年、晃[7]）
- 手塚治虫のブッダ -赤い砂漠よ!美しく-（2011年）

### OVA
- 聖闘士星矢 THE LOST CANVAS 冥王神話（2009年、ケルベロス）
- DOGS/BULLETS&CARNAGE（2009年、駅員）
- 黒執事II（2010年、トマス・ウォリス）

### ゲーム
2000年代
- .hack//G.U.（2006年 - 2007年） - 3作品
- ロザリオとバンパイア 七夕のミス陽海学園（2008年、天路夏彦）
- ヒミツの大奥（2009年、神崎亮太郎、武村静馬）

2010年代
- 白猫プロジェクト（2016年、ネルガル）
- ウイニングハンド（2017年、マンティコア）
- パラノーマルキス -Paranormal Kiss-（2017年、吉沢露樹、宝生エル）
- CARAVAN STORIES（2018年、ラスベル）
- ドラゴンクエストXI 過ぎ去りし時を求めて S（2019年、キナイ・ユキ）
- MISTOVER（2019年、ウェアウルフ）

2020年代
- Fate/Grand Order（2021年 - 2022年、八房） - 薩摩弁監修も担当
- 信長の野望・新生（2022年、普通男/策士男）

### ドラマCD
- DearGirl〜Stories〜響
- 81プロデュースオリジナルドラマCD第5弾「Prologue End」〜どんなに離れてたって傍にいるから〜（天地悠人）

### 吹き替え

#### 映画
- サブウェイ123 激突（ジョージ〈アレックス・カルズスキー〉）
- ザ・スピリット（ヤング・スピリット〈ジョニー・シモンズ〉）
- 処刑人II（ロイド）
- スカイランナー
- ブラック・スワン（アンドリュー）
- フレンチ・ラン（マイケル・メイソン〈リチャード・マッデン〉）
- ホースメン（アレックス）
- マリオネット・ゲーム

#### ドラマ
- ER XV 緊急救命室 #6（デレク・テイラー〈チャドウィック・ボーズマン〉）
- 倚天屠龍記（常遇春、王保保、李四擁）
- デイ・ウォッチ
- コールドケース6、7
- CSI:10 科学捜査班
- となりの美男＜イケメン＞（ユ・ドンフン）
- NIKITA / ニキータ（トム）
- バーン・ノーティス 元スパイの逆襲 #3（グレッグ）
- 星から来たあなた（ト・ミンジュン〈キム・スヒョン〉[14]）
- マンハッタンに恋をして 〜キャリーの日記〜（ウォルト・レイノルズ〈ブレンダン・ドーリング〉）
- メントーズ 世界の偉人たちからのメッセージ 第3シーズン（バーニー）

#### アニメ
- きかんしゃトーマス（マイティマック、信号手）※テレビ東京版
- アイドルプリンセス★ロリロック （2024年）

### 特撮
- ネット版 仮面ライダー×スーパー戦隊 スーパーヒーロー大変 〜犯人はダレだ?!〜（仮面ライダーディケイドの声 他）
- 平成ライダー対昭和ライダー 仮面ライダー大戦 feat.スーパー戦隊

### 人形劇
- こどもにんぎょう劇場 ともだちや（キツネ）

### ラジオ
- 声優王国!あんたの声が好きやねん（ラジオ大阪、11期パーソナリティ）
- 宮田幸季のNight Lovecall（アシスタント）
- ぽにきゅんラジオ 今日からモテ部（ぽにきゅんサイト内、2009年10月7日 - ）

### ラジオドラマ
- VOMIC
  - ロッキン★ヘブン（小川朋樹）
  - PSYREN -サイレン-（奥村）
  - めだかボックス（門司）

### オーディオブック
- 物を売るバカ2（2019年、朗読[15]）
- ジャナ研の憂鬱な事件簿（2019年[16]）
- ストライクフォール（2020年、鷹森雄星[17]）
- ウズタマ（2020年、松宮周作[18]）
- デスペラード ブルース（2020年、朗読＋筧白夜[19]）
- 強者の流儀（2020年、朗読[15]）
- されど罪人は竜と踊る 0.5（2021年、ギギナ[20]）
- 夢探偵フロイト -マッド・モラン連続死事件-（2021年[21]）
- 双血の墓碑銘（2021年、ジョン万次郎 他[22]）
- 公務員、中田忍の悪徳（2023年、直樹義光[23]）

### 音楽CD
- ピラメキたいそう（2010年11月17日、川野剛稔・松井尚吾、『テレビこどものうた!』収録、はんにゃ・フルーツポンチのカバー）

### テレビドラマ
- もやしもん（VOICES OF 菌〈様々な菌〉）

### テレビ番組
- 島耕作のアジア立志伝（声の出演）
- 天才てれびくんHello,（2020年、タネス、タネーリンの声）
- 特報首都圏「ストーカー事件 その後」（証言者の声）

### テレビナレーション
- アニメDON!（テレビ東京）
- おしあげNOW
- 大人のバイク時間 MOTORISE（BSイレブン）
- カミナリにまなぶ!夏のオススメアニメ映画!（ナレーター、テレビ東京）
- サイエンスZERO
- 釣りビジョン リレー番宣
- テレビでイタリア語
- BENTO EXPO
- めざせ!グルメスター「湘南・しらすの大変身!」
- ようこそ宇宙の特等席へ!地球周遊内とクルーズ
- BS世界のドキュメンタリー「ブラジル代表の真実 2002年優勝への道」（2022年11月16日、NHK BS1）

### CMナレーション
- 小林製薬「やわらか歯間ブラシ」
- 小学館文庫「偏差値70の野球部」
- 明治「SAVAS」

### ボイスオーバー
- きゃりーぱみゅぱみゅセンセーション!〜世界が興奮・ワールドツアー密着ドキュメント〜
- 石井竜也のショータイム
- 極上美の饗宴 メトロポリタン美術館「フェメール”女”が見つめる謎」
- 世界遺産 時を刻む
- 世界ふれあい街歩き
- 地球の奇跡スペシャル 日本人初踏破!世界最大の洞窟”ソンドン”
- NIPPON@WORLD
- 日立 世界・ふしぎ発見!（TBSテレビ）
- FIFAワールドカップ 第一回 リオネル・メッシ 黄金の足で輝け（リオネル・メッシ）
- 読売テレビ開局55年記念番組 ワールド輸入バラエティー"黒船SHOW社"

### webコンテンツ
- ORBIS×よしもと スペシャルWEBムービー「星がわらっている」（声の出演）

### 朗読劇
2025年
- 朗読劇「天上の虹」壬申の乱編（2025年、蘇我赤兄）

### シリーズ一覧
1. ↑  『Vol.1 再誕』『Vol.2 君想フ声』（2006年）、『Vol.3 歩くような速さで』（2007年）

### 初出話一覧
1. ↑  第1話初出
2. 1 2  第2話初出
3. 1 2  第7話初出
4. ↑  第9話初出
5. ↑  第40話初出
6. ↑  第42話初出